# Port lotniczy Okaukuejo
Port lotniczy Okaukuejo (IATA: OKF, ICAO: FYOO) – port lotniczy położony w Okaukuejo, w Namibii.